# Цезари Мішта
Цезари Мішта (пол. Cezary Miszta, нар. 30 жовтня 2001, Луків, Польща) — польський футболіст, воротар варшавської «Легії».

## Ігрова кар'єра

### Клубна
Цезари Мішта є вихованцем клубу «Мотор» з Любліна. У 2016 році він приєднався до молодіжної команди столичної «Легії». Через рік воротаря почали залучати до матчів дублюючого складу. 
У березні 2020 року для набору ігрової практики Мішта був відправлений в оренду в клуб Першої ліги «Радом'як», де грав до кінця сезону. Після повернення до «Легії» у листопаді 2020 року мішта зіграв свою першу гру в основі у матчі чемпіонату Польщі. В тому ж сезоні разом з командою Мішта виграв національний чемпіонат.

### Збірна
З 2021 року Цезари Мішта є гравцем молодіжної збірної Польщі.

## Титули
Легія
 Чемпіон Польщі: 2020/21
 Переможець Кубка Польщі: 2022/23